# Verband Katholischer Studentenvereine
Der Verband Katholischer Studentenvereine (VKSt) war ein Verband katholischer, nicht-farbentragender Studentenverbindungen.  Er wurde in Anlehnung an den Kartellverband katholischer deutscher Studentenvereine (KV) auch kleiner KV genannt.

## Geschichte
Der VKSt entstand Juli 1898 durch Abschließen eines Cartellverhältnisses zwischen Ripuaria Bonn und Gothia Würzburg, das sich auf den Prinzipien religio (Katholizismus), scientia (Wissenschaft) und amicitia (Freundschaft), sowie der Verwerfung des Zweikampfes gründete. Später schlossen sich zwei weitere Vereine dem Verband an.
1902 und 1903 kam der Gedanke auf, sich dem KV anzuschließen, doch der Vorschlag wurde abgelehnt.
Die Mitgliedsverbindungen des VKSt beschlossen, Couleur zu tragen und nannten sich Studentenverbindung. 1905 schlossen die Mitgliedsverbindungen sich dem seit 1856 bestehenden Cartellverband der katholischen deutschen Studentenverbindungen (CV) an. Da der Cartellverband erst 1899 vom Singularitätsprinzip – dem Grundsatz, dass an jeder Hochschule nur eine Verbindung des CV bestehen könne – abgewichen war, mussten ähnlich ausgerichtete Verbindungen bis zu diesem Zeitpunkt außerhalb des CV stehen.
Der VKSt bestand aus:
- Ripuaria Bonn (1863), 1898 im VKSt, 1905 im CV
- Gothia Würzburg (1895), 1898 im VKSt, 1905 im CV
- Burgundia München (1899), 1899 im VKSt, 1907 im CV
- Arminia Münster (1901), 1901 im VKSt, 1905 im CV (2002 fusioniert mit A.V. Cheruscia zu Münster)

Heute besteht der VKSt als Interessengemeinschaft innerhalb des CV.